# Giuseppe Abbati
Giuseppe Abbati (Napoli, 13 gennaio 1836 – Firenze, 21 febbraio 1868) è stato un pittore e patriota italiano.

## Biografia
Figlio del pittore Vincenzo e di Francesca Romano, segue la famiglia prima a Firenze nel 1842 e poi a Venezia dal 1846 al 1858, dove forma la propria cultura artistica sia sotto la guida del padre, che frequentando dal 1850 al 1853 l'Accademia di Belle Arti di Venezia con i maestri Michelangelo Grigoletti e Francesco Bagnara; qui conosce i pittori Vito D'Ancona e Telemaco Signorini in viaggio di studio.
Nel 1858 la famiglia Abbati è nuovamente a Napoli, dove l'anno dopo Giuseppe espone alla mostra del Reale Museo Borbonico il dipinto La Cappella di San Tommaso d'Aquino in San Domenico Maggiore e conosce i pittori Bernardo Celentano e Domenico Morelli. Nel 1860 si unisce alla Spedizione dei Mille e perde un occhio a Capua nella battaglia del Volturno, rifiutando successivamente la Medaglia al Valore.
Alla fine di quell'anno si trasferisce a Firenze, frequentando il ritrovo artistico del Caffè Michelangiolo insieme con gli artisti macchiaioli della cosiddetta Scuola di Pergentina (nota anche come Scuola di Piagentina) Telemaco Signorini, Vincenzo Cabianca, Raffaello Sernesi, Odoardo Borrani, Domenico Caligo, Vito D'Ancona, Serafino De Tivoli e il critico, collezionista e mecenate, Diego Martelli; del 1861 è il dipinto Il chiostro di Santa Croce, esposto alla Promotrice fiorentina.
Nel 1863 alle Promotrici di Torino e di Firenze espone dipinti eseguiti "en plein air", al modo proprio dei macchiaioli nei pressi di Castiglioncello, nella tenuta di Diego Martelli: Dintorni di Firenze, L'ora del riposo, Arno presso Firenze, Motivo presso Castiglioncello, Ulivi del Monte alle Croci; nel 1864, a Brera, presenta Il lattaio di Piagentina.
Partecipa nel 1866 alla III Guerra di Indipendenza, arruolandosi volontario bersagliere; viene fatto prigioniero nella battaglia di Custoza e internato in Croazia.
Rientrato a Firenze nel dicembre del 1866, nel 1867 si trasferisce nella tenuta di Diego Martelli a Castelnuovo della Misericordia.
Il 13 dicembre 1867 viene morsicato dal proprio cane Cennino. Morirà 39 giorni dopo per idrofobia all'Ospedale di Firenze a soli 32 anni.
Viene sepolto nel Cimitero delle Porte Sante di Firenze.

### I Macchiaioli

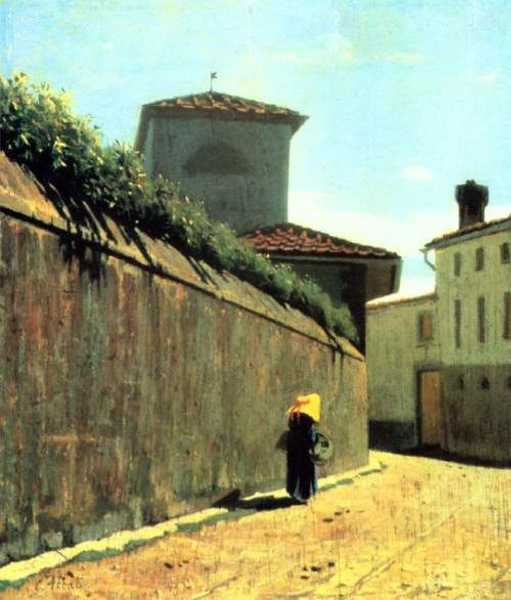
Stradina al sole, 1863, Milano, collezione Jucker

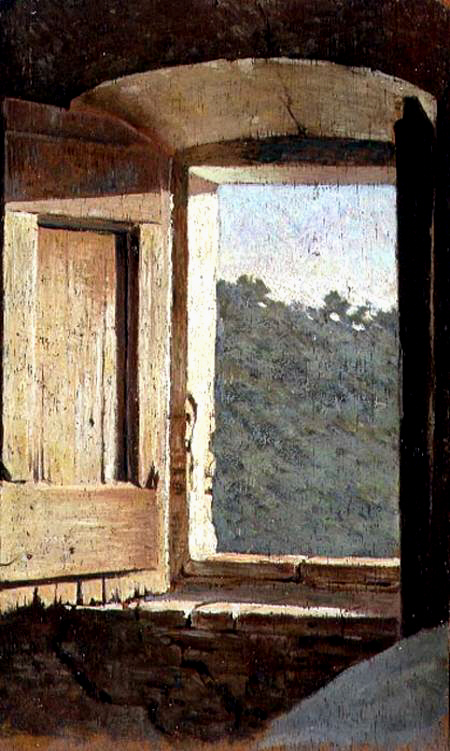
La finestra Galleria d'arte moderna di Palazzo Pitti a Firenze

È a Firenze che si sviluppa, fra il 1850 e il 1860, il più importante movimento artistico dell'Ottocento italiano, quello dei macchiaioli, che si propone di promuovere, contemporaneamente al rinnovamento politico, la cultura pittorica nazionale. La poetica macchiaiola è realista, sulle orme di Courbet e della scuola di Barbizon, si oppone al Romanticismo e al Purismo accademico e sostiene che l'immagine del vero è un contrasto di macchie di colore e di chiaroscuro e la quantità di luce muta il tono ma non la sostanza dei colori, che sono la luce e l'ombra dell'immagine: gli oggetti rappresentati sono il risultato della sensazione primaria dell'osservatore, che è sensazione di luce e di ombra colorata.
In queste rappresentazioni si vuole necessariamente escludere tanto l'emozione soggettiva del pittore che, interferendo nel fare artistico, produrrebbe effetti non naturalistici dando luogo, nella storia dell'arte, a una pittura sentimentale, aneddotica, eroica, celebrativa, dunque a una pittura non realistica, quanto la riflessione intellettualistica dell'artista che costruisce immagini fondate a priori su un disegno prospettico, elaborato nella bottega; la pittura accademica, infatti, prima disegna vari oggetti, che poi connette e colora; per i macchiaioli, invece, il disegno si mostra a posteriori, è cioè il risultato della connessione delle macchie di colore sul piano della tela.
Il contributo dell'Abbati sta nell'
(Stivani)
(Brizio)

## Opere

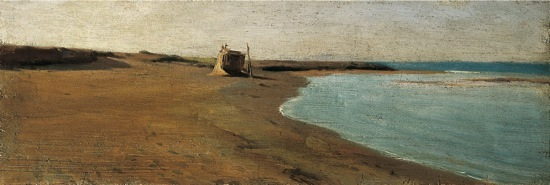
Baia a Caletta (1863)

- Interno di un monumento, 1861 circa, olio su tavola, collezione privata;
- Schola cantorum, (1861-1862), olio su tela, Pinacoteca civica Melozzo degli Ambrogi, Forlì;
- La cappella del Podestà, (1861-1862), olio su tela, Galleria d'arte moderna, Firenze;
- Il cortile del Bargello, (1861-1862), olio su tela, Galleria d'arte moderna, Firenze;
- Marina a Castiglioncello (1862-1863), olio su tela, collezione Siceoli-Orsi Bertolini, Firenze;
- Buoi sulla spiaggia (1860-1868), olio su tavola, Palazzo dell'Opera di Santa Croce, Lucca;
- L'Arno alla Casaccia (1862-1863), olio su tela, Pinacoteca Corrado Giaquinto di Bari;
- Stradina al sole, 1863, olio su tela, Collezione Jucker, Milano;
- Via di Montughi, 1863, olio su tavola, collezione privata;
- La casina dei pescatori a Castiglioncello, 1863, Firenze, collezione privata;
- Il Camposanto di Pisa, 1864, olio su tela, Galleria Nazionale d’Arte Moderna, Roma;
- Ritratto di uomo, 1865, olio su tela, Galleria d’Arte Moderna Ricci Oddi, Piacenza;
- Monaco al coro, 1865, olio su tavola, Museo nazionale di Capodimonte, Napoli;
- Ritratto di signora in grigio, (1865-1866), olio su tavola, Galleria d'arte moderna, Firenze;
- Marina, olio su tela, Galleria d'arte moderna, Firenze;
- Strada di paese, olio su cartone, Galleria d'arte moderna, Firenze;
- Ulivi di Monte alle Croci (non databile), olio su tavola, Collezione Valdese Paoletti, Firenze;
- Il Mugnone alle Cure (non databile), olio su tavola, Collezione Jucker, Milano.